# Rinorea anguifera
Rinorea anguifera är en violväxtart som först beskrevs av João de Loureiro, och fick sitt nu gällande namn av Carl Ernst Otto Kuntze. Rinorea anguifera ingår i släktet Rinorea och familjen violväxter. Inga underarter finns listade i Catalogue of Life.